# A mossegades fins a l'extinció
A mossegades fins a l'extinció (títol original en anglès, Eating Our Way to Extinction) és una pel·lícula documental de 2021, que se centra en la insostenibilitat de la producció de carn i els seus efectes sobre el medi ambient. S'ha doblat la narració al català amb subtítols de les intervencions; Joël Mulachs dobla Kate Winslet com a narradora.

## Sinopsi
La pel·lícula aborda la problemàtica de la producció insostenible de carn i destaca les conseqüències com la desforestació, l'augment de la contaminació de l'aigua i de l'aire, i la destrucció de recursos.
La pel·lícula combina periodisme, citacions i gràfics científics, entrevistes personals i investigació, seguint els passos d'altres pel·lícules sobre el canvi climàtic com Cowspiracy i Seaspiracy.
El documental transmet els missatges clau següents:
- Els oceans estan sent sobreexplotats i contaminats per xarxes de pesca abandonades. Depenem dels organismes oceànics per a gran part de l'oxigen que respirem i hem de mantenir-los sans.
- L'agricultura animal és àmpliament reconeguda com un punt d'origen probable per a la següent pandèmia mundial.
- Les agències governamentals són finançades i manipulades per la indústria ramadera que inverteix milions de dòlars en pressió política.
- L'agricultura animal és una de les principals causes de desforestació.
- Menjar una dieta integral basada en plantes és saludable per a les persones en totes les etapes de la vida i fins i tot els atletes prosperen amb aquesta dieta.
- Per garantir que el medi ambient sobrevisqui tal com el coneixem durant les generacions vinents, hem de fer canvis.
- El canvi personal més impactant que podem fer és adoptar una dieta basada en plantes.

## Producció
La pel·lícula és dirigida per Ludo Brockway i Otto Brockway. És narrada originalment per l'actriu Kate Winslet i inclou aparicions del magnat empresarial Richard Branson i la biòloga marina Sylvia Earle, entre d'altres. Es va estrenar l'1 d'octubre de 2021.

## Rebuda
En una ressenya a Spectrum Culture, Tejas Yadav defineix la pel·lícula "un tour de force" i escriu que "la gran amplitud de temes relacionats amb la destrucció ambiental és impressionant", però admet que "de vegades, la quantitat de temes a cobrir sembla com una llista de la compra d'articles dispars" i que "les aparicions de la llista A es perceben fora de lloc, soscavant subtilment el missatge d'aquest documental benintencionat".
Tomáš Bendl, doctorand de la Universitat Carolina de Praga, va recomanar la pel·lícula per a l'ensenyament per informar els estudiants sobre els impactes del canvi climàtic a escala global.

## Premis i reconeixements
A mossegades fins a l'extinció va guanyar el premi Environmental Media de 2022 a la millor pel·lícula documental. També va guanyar el premi a la pel·lícula verda internacional dels premis Cinema for Peace.